# 下総飯田藩
下総飯田藩（しもうさいいだはん）は、下総国香取郡下飯田村（現在の千葉県香取市下飯田）に陣屋を置き、江戸時代初期の短期間存在した藩。1608年、青山成重が加増を受け1万石の大名となって成立したが、1613年に大久保長安事件に連座して減封され、廃藩となった。

## 歴史
藩主の青山成重（七右衛門、図書助）は、三河譜代の青山家の一族である。元亀2年（1571年）、三河国で戦死した青山忠重に継嗣がなかったため、徳川家康の命によって忠重の親族にあたる成重が家を継いだ。成重は徳川家康に近習として仕え、天正12年（1584年）からは徳川秀忠の傅役を務めた。
天正18年（1590年）、徳川家康が関東に入国すると、青山成重は下総国香取郡で3000石を領した。その後、慶長6年（1601年）に下総国内で2000石を加増された。
慶長13年（1608年）12月25日、青山成重は老中に任じられるとともに、下総国内で5000石を加増され、知行高1万石で大名に列した。これにより飯田藩が立藩した。
慶長18年（1613年）、大久保長安事件が発生する。成重は大久保長安の三男（青山成国）を養子として迎えていたことから、同年8月に加恩の地7000石を没収の上、下総国香取郡の知行地で「屏居」させられた。これにより、飯田藩は廃藩となった。なお、青山成国は同年8月9日に死を賜った。
元和元年（1615年）9月7日、青山成重は赦免を受けないまま、知行地の飯田で没した。知行地は一旦収公されるが、実子の青山成次が父の旧領中1000石を改めて与えられた。成次の子・成政は御先鉄炮頭を務め1200石に加増、また子孫の成存が勘定奉行を務めている。

## 歴代藩主
青山家
譜代。1万石。
1. 青山成重（なりしげ）〔従五位下、図書助〕

## 領地

### 下総飯田
この地域は香取郡と海上郡の郡境に近く、岡飯田と下飯田にかけての山には、中世に森山城が築かれていた。
青山家の陣屋（飯田陣屋）は下飯田の西音寺付近に置かれていたという。下飯田村（852石）は幕末まで青山家の所領であった。陣屋は寛永年間（1624年 - 1644年）に取り壊されたという。